# Grand Prix Belgii 1986
Grand Prix Belgii 1986 (oryg. Grand Prix de Belgique) – piąta runda Mistrzostw Świata Formuły 1 w sezonie 1986, która odbyła się 25 maja 1986, po raz 21. na torze Spa-Francorchamps.
44. Grand Prix Belgii, 33. zaliczane do Mistrzostw Świata Formuły 1.

## Klasyfikacja
| Legenda oznaczeń w tabelach wyników Wyświetl szablon na nowej stronie | Legenda oznaczeń w tabelach wyników Wyświetl szablon na nowej stronie                                                                     |
| Oznaczenie                                                            | Wyjaśnienie |
| --------------------------------------------------------------------- | --- |
| Złoty                                                                 | Zwycięzca lub mistrzostwo |
| Srebrny                                                               | 2. miejsce lub wicemistrzostwo |
| Brązowy                                                               | 3. miejsce lub II wicemistrzostwo |
| Zielony                                                               | Ukończył, punktował (w klasyfikacji generalnej, gdy zdobył co najmniej jeden punkt na przestrzeni sezonu, poza trzema powyższymi opcjami) |
| Niebieski                                                             | Ukończył, nie punktował (w klasyfikacji generalnej, gdy nie zdobył co najmniej jednego punktu na przestrzeni sezonu)                      |
| Czerwony                                                              | Nie zakwalifikował się (NZ) |
| Czerwony                                                              | Nie prekwalifikował się (NPK) |
| Różowy                                                                | Nie ukończył (NU) |
| Różowy                                                                | Niesklasyfikowany (NS) (w klasyfikacji generalnej, gdy nie został sklasyfikowany w żadnym wyścigu sezonu)                                 |
| Czarny                                                                | Zdyskwalifikowany (DK) |
| Czarny                                                                | Wykluczony (WYK/EX) |
| Biały                                                                 | Nie wystartował (NW) |
| Biały                                                                 | Kontuzjowany (K/INJ) |
| Biały                                                                 | Wyścig odwołany (OD/C) |
| Bez koloru                                                            | Został wycofany (WYC/WD) |
| Bez koloru                                                            | Nie przybył (NP/DNA) |
| Bez koloru                                                            | Nie brał udziału w treningach (NT/DNP) |
| Bez koloru                                                            | Nie został zgłoszony (–) |
| Pogrubienie                                                           | Start z pole position |
| Kursywa                                                               | Najszybsze okrążenie wyścigu |
| †                                                                     | Nie ukończył, ale jego rezultat został zaliczony ze względu na przejechanie więcej niż 90% dystansu wyścigu.                              |
| *                                                                     | Sezon w trakcie |
| 1/2/3                                                                 | Punktowana pozycja w sprincie kwalifikacyjnym                                                                                             |
| Lista systemów punktacji Formuły 1                                    | |

| Poz. | Nr. | Kierowca           | Konstruktor            | Okrążeń | Czas/powód NU | Poz. start. | Punktów |
| ---- | --- | ------------------ | ---------------------- | ------- | ------------- | ----------- | ------- |
| 1    | 5   | Nigel Mansell      | Williams-Honda         | 43      | 1:27:57.925   | 5           | 9       |
| 2    | 12  | Ayrton Senna       | Lotus-Renault          | 43      | + 19.827      | 4           | 6       |
| 3    | 28  | Stefan Johansson   | Ferrari                | 43      | + 23.592      | 11          | 4       |
| 4    | 27  | Michele Alboreto   | Ferrari                | 43      | + 29.634      | 9           | 3       |
| 5    | 26  | Jacques Laffite    | Ligier-Renault         | 43      | + 1:10.690    | 17          | 2       |
| 6    | 1   | Alain Prost        | McLaren-TAG            | 43      | + 2:17.772    | 3           | 1       |
| 7    | 19  | Teo Fabi           | Benetton-BMW           | 42      | + 1 okrążenie | 6           |         |
| 8    | 7   | Riccardo Patrese   | Brabham-BMW            | 42      | + 1 okrążenie | 15          |         |
| 9    | 17  | Marc Surer         | Arrows-BMW             | 41      | + 2 okrążenia | 21          |         |
| 10   | 20  | Gerhard Berger     | Benetton-BMW           | 41      | + 2 okrążenia | 2           |         |
| 11   | 15  | Alan Jones         | Lola-Ford              | 40      | Brak paliwa   | 16          |         |
| 12   | 4   | Philippe Streiff   | Tyrrell-Renault        | 40      | + 3 okrążenia | 18          |         |
| 13   | 14  | Jonathan Palmer    | Zakspeed               | 37      | + 6 okrążeń   | 20          |         |
| NU   | 23  | Andrea de Cesaris  | Minardi-Motori Moderni | 35      | Brak paliwa   | 19          |         |
| NU   | 29  | Huub Rothengatter  | Zakspeed               | 25      | Elektronika   | 23          |         |
| NU   | 3   | Martin Brundle     | Tyrrell-Renault        | 25      | Skrz. biegów  | 12          |         |
| NU   | 24  | Alessandro Nannini | Minardi-Motori Moderni | 24      | Skrz. biegów  | 22          |         |
| NU   | 25  | René Arnoux        | Ligier-Renault         | 23      | Silnik        | 7           |         |
| NU   | 6   | Nelson Piquet      | Williams-Honda         | 16      | Turbo         | 1           |         |
| NU   | 18  | Thierry Boutsen    | Arrows-BMW             | 7       | Elektronika   | 14          |         |
| NU   | 11  | Johnny Dumfries    | Lotus-Renault          | 7       | Wypadł z toru | 13          |         |
| NU   | 2   | Keke Rosberg       | McLaren-TAG            | 6       | Silnik        | 8           |         |
| NU   | 21  | Piercarlo Ghinzani | Osella-Alfa Romeo      | 3       | Silnik        | 24          |         |
| NU   | 22  | Christian Danner   | Osella-Alfa Romeo      | 2       | Silnik        | 25          |         |
| NU   | 16  | Patrick Tambay     | Lola-Ford              | 0       | Wypadek       | 10          |         |